# St. George River (Kennedy River)
Der St. George River ist ein Fluss in der Region Far North Queensland auf der Kap-York-Halbinsel im Norden des australischen Bundesstaates Queensland.

## Geographie

### Flusslauf
Der Fluss entspringt in den Atherton Tablelands, einem Teil der Great Dividing Range, etwa 110 Kilometer westlich von Cooktown. Er fließt zunächst nach Nordwesten und Westen bis zum Zufluss des Little Kennedy Rivers. Dann wendet er seinen Lauf nach Norden und begleitet die Palmerville Road bis zur St. George River Outstation, wo er in den Kennedy River mündet.

### Nebenflüsse mit Mündungshöhen
Er hat folgende Nebenflüsse:
- Little Kennedy River – 163 m
- Bremer Creek – 161 m